# نيكلاس فرايبيرج
نيكلاس فرايبيرج (بالفنلندية: Niklas Friberg)‏ هو لاعب كرة قدم فنلندي في مركز الدفاع، ولد في 14 مارس 1996 في Halikko ‏ في فنلندا. لعب مع نادي توركو.

## وصلات خارجية
- نيكلاس فرايبيرج على موقع قاعدة بيانات كرة القدم.إي يو (الإنجليزية)
- نيكلاس فرايبيرج على موقع Soccerway.com (الإنجليزية)